# Cruiser Tank

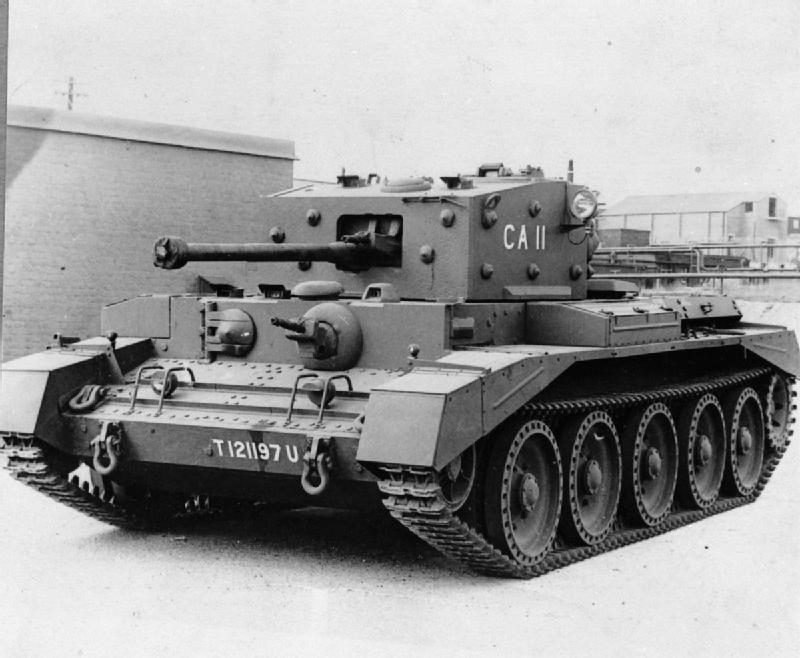
Cruiser Tank Mk VIII Cromwell, einer der erfolgreichsten und meistproduzierten Cruiser Tanks (hier Ausführung Mk III)

Als Cruiser tank (deutsch Kreuzerpanzer) bezeichnet man eine Klasse von mittleren Panzern, die in der Zwischenkriegszeit für die britische Armee entwickelt wurden und im Zweiten Weltkrieg zum Einsatz kamen. Der Name ist von der Militärschiffsklasse der Kreuzer abgeleitet, womit der Gegensatz zu den „Landschlachtschiffen“ des Ersten Weltkriegs ausgedrückt werden sollte. Der Fokus lag bei diesen Panzermodellen weniger auf Panzerung, sondern primär auf Beweglichkeit.

## Hintergrund
Die Entwicklung des Cruiser Tank-Konzepts begann in den 1930er Jahren aufgrund von Überlegungen über den richtigen taktischen Einsatz der Panzerwaffe. Cruiser Tanks waren dazu vorgesehen, Einbrüche in einer Front durch schnelle Vorstöße und Störung der rückwärtigen Verbindungen des Gegners auszunutzen. Dies entsprach der Rolle, die bis zum Ersten Weltkrieg die Kavallerie übernommen hatte. Während des Ersten Weltkriegs hatte man für diese Aufgabe auf britischer Seite sogenannte Cavalry Tanks wie den Mark A „Whippet“ entwickelt, die allerdings im Gegensatz zu den schweren Durchbruchspanzern wie dem Mark I und dessen Nachfolgern nur mit Maschinengewehren bewaffnet und leichter gepanzert waren. Es handelte sich dabei im Wesentlichen um „fahrbare MG-Nester“, die in erster Linie für den Kampf gegen feindliche Infanterie, nicht aber gegen gegnerische Panzer geeignet waren. Ihre Nachfolger in den 1930er Jahren waren die sogenannten Tanketten.
In der Zwischenkriegszeit, besonders aber seit Anfang der 1930er Jahre, setzte sich das Konzept der Panzerwaffe als eigenständiger Waffengattung in vielen Armeen durch. Daraus ergaben sich neue Anforderungen an zukünftige Panzer, insbesondere was die Fähigkeit zum Einsatz gegen feindliche Panzer betraf, die sich in erster Linie auf die Bewaffnung niederschlugen. Neben die bisherige Forderung nach großkalibrigen Geschützen und Maschinengewehren zum Einsatz gegen ungepanzerte Ziele trat die Forderung nach einer dezidiert zur Panzerabwehr geeigneten Primärwaffe. Ein weitgehend erfolgloses und bis zum Beginn des Zweiten Weltkrieges wieder aufgegebenes Konzept war das der Multiturmpanzer, die über mehrere Türme mit auf die verschiedenen Einsatzzwecke spezialisierten Kampfwagenkanonen verfügten.

## Eigenschaften
Der erste als „Cruiser Tank“ bezeichnete Panzer war der 1934 von Vickers entwickelte Cruiser Tank Mk I, der bereits alle Merkmale der späteren Modelle aufwies und ab 1937 in Serie für die britische Armee produziert wurde. Er war mit einer 40-mm-(2-Pfünder-)Kampfwagenkanone als Hauptbewaffnung ausgerüstet, die panzerbrechende Munition verschoss. Ein Einsatz von Sprenggranaten wäre zwar prinzipiell möglich gewesen, jedoch wurde auf die Entwicklung entsprechender Munition aufgrund des geringen Kalibers der Waffe verzichtet. Stattdessen erschien der „Cruiser Mk. I“, wie auch einige spätere Kreuzerpanzer, zusätzlich in einer „Nahunterstützungs“-Variante (engl. Close Support, „CS“) mit einer 94-mm-Haubitze als Hauptwaffe. Diese spielte jedoch beim späteren Kriegseinsatz nur eine untergeordnete Rolle. Daneben verfügte der „Cruiser Mk. I“ über zwei separat bediente MG-Türme, die allerdings bei späteren Modellen weggelassen wurden, und ein koaxiales Turm-MG. Die Geschwindigkeit auf der Straße betrug immerhin 40 km/h, was nur wenig unter der der zu dieser Zeit verwendeten leichten Panzer wie dem Light Tank Mk VI (50 km/h) und deutlich über der des schweren Panzers „Matilda“ Mk I (13 km/h) lag.
Haupteigenschaft der Cruiser Tanks war ihr durch die anfangs dürftig bemessende Panzerung bedingtes geringes Gewicht und die daraus resultierende hohe Geschwindigkeit. Das durch die ständig steigenden Anforderungen an den Panzerschutz immer weiter erhöhte Gewicht wurde sukzessive durch den Einbau stärkerer Motoren, beim „Cruiser Tank Mk VIII Cromwell“ beispielsweise des ursprünglichen Flugzeugmotors Rolls-Royce Meteor, ausgeglichen.
Die Bewaffnung sollte so bemessen sein, dass trotz der relativ dünnen Panzerung ein Gefecht mit feindlichen Panzern erfolgreich bestanden werden konnte. Im Kriegsverlauf wurden die Panzer daher nacheinander erst mit 2-Pfünder-, dann 6-Pfünder- und schließlich 17-Pfünder-Kanonen ausgerüstet, die allesamt auch als Panzerabwehrkanone eingesetzt wurden. Daneben wurde speziell für den „Cromwell“ teilweise auf eine 75-mm-Kanone zurückgegriffen, die eine Mehrzweckwaffe war und der des amerikanischen M4 Sherman entsprach.

## Parallele Entwicklungen und Nachfolger
Das Gegenstück zu den Kreuzerpanzern bei der britischen Armee waren die schwer gepanzerten und langsamen Infantry Tanks, die die langsamer nachrückende Infanterie begleiten sollten.
Eine ähnliche Entwicklung wie die der Cruiser Tanks stellte die in der Sowjetunion ab 1932 produzierte BT-Serie (abgekürzt für Bistrochodny Tank – „schnellfahrender Panzer“) dar, die den Entwurf des erfolgreichen T-34 (Serienproduktion ab 1941) stark beeinflusste. Eine Besonderheit dieser Panzer der Roten Armee war das Christie-Laufwerk, das ab dem „Cruiser Mk. III“ auch für die britischen Kreuzerpanzer eingeführt wurde.
Cruiser Tanks wurden auch in den Commonwealth-Staaten entwickelt, da sich die Versorgung mit britischen bzw. US-amerikanischen Modellen anfangs schwierig gestaltete. In Kanada entstand Ende 1941 der „Ram“ auf Basis des amerikanischen M3 Lee/Grant, in Australien 1942 der AC-1 „Sentinel“. Keiner von beiden wurde jemals im Kampf eingesetzt, wie auch der Grizzly I, eine kanadische Variante des M4 Sherman.
Auf deutscher Seite können die frühen Cruiser Tanks bis einschließlich zum „Crusader“ am ehesten mit dem Panzer III verglichen werden, diejenigen ab dem „Cromwell“ mit dem Panzer IV. Spätere britische Entwicklungen wie der „Challenger“ und „Comet“ zielten darauf ab, einen dem deutschen Panzer V „Panther“ ebenbürtigen Panzer zu schaffen.
Aufgrund der Kriegserfahrungen, nach denen das wichtigste Merkmal eines erfolgreichen Panzerdesigns die ausgewogene Balance der Faktoren Beweglichkeit, Panzerschutz und Feuerkraft ist, entstand in den letzten Kriegsjahren und in der Nachkriegszeit die Klasse der Kampfpanzer (Main Battle Tanks, MBT). Der letzte britische Cruiser Tank, der „Comet“, wurde bald nach Kriegsende durch den Kampfpanzer „Centurion“ (A41) abgelöst.

## Liste von britischen Kreuzerpanzern
| Bezeichnung                               | Spezifikationsnummer | Hauptbewaffnung                                  | Gewicht | Panzerung    | Höchstgeschwindigkeit | Produktionszeitraum | Anzahl produziert     |
| ----------------------------------------- | -------------------- | ------------------------------------------------ | ------- | ------------ | --------------------- | ------------------- | --------------------- |
| Cruiser Tank Mk I                         | A9                   | 2-Pfünder/40 mm                                  | 12 t    | 6–14 mm      | 40 km/h               | 1936–1940           | 125                   |
| Cruiser Tank Mk II                        | A10                  | 2-Pfünder                                        | 14 t    | 6–30 mm      | 26 km/h               | 1939–1941           | 170                   |
| Cruiser Tank Mk. III                      | A13                  | 2-Pfünder                                        | 14 t    | 6–14 mm      | 48 km/h               | 1939                | 65                    |
| Cruiser Tank Mk. IV                       | A13 Mk II            | 2-Pfünder                                        | 15 t    | 6–30 mm      | 48 km/h               | 1939–1941           | 270                   |
| Cruiser Tank Mk V „Covenanter“            | A13 Mk III           | 2-Pfünder                                        | 19 t    | 7–40 mm      | 50 km/h               | 1940–1943           | 1.779                 |
| Cruiser Tank Mk VI „Crusader“             | A15                  | 2-Pfünder (Mk I und II) 6-Pfünder/57 mm (Mk III) | 19–20 t | bis 26/32 mm | 42 km/h               | 1940–1943           | 4.917                 |
| Cruiser Tank Mk VII „Cavalier“            | A24                  | 6-Pfünder                                        | 27 t    | bis 76 mm    | 38 km/h               | 1943–1944           | 497                   |
| Cruiser Tank Mk VIII „Centaur“/„Cromwell“ | A27                  | OQF 75 mm                                        | 28 t    | bis 76 mm    | 64 km/h               | 1942–1944/1945      | 1.774 + 2.547 = 4.321 |
| Cruiser Tank Mk VIII „Challenger“         | A30                  | 17-Pfünder/76,2 mm                               | 33 t    | bis 102 mm   | 52 km/h               | 1944–1945           | 192                   |
| Cruiser Tank „Comet“                      | A34                  | 17-Pfünder/77 mm HV                              | 33 t    | bis 102 mm   | 50 km/h               | 1944–1945           | 623                   |

Quelle: Benjamin Coombs: British Tank Production and the War Economy, 1934–1945. A&C Black, 2013, Anhang I.